# Michael Cristofer
Michael Ivan Cristofer (Trenton, 22 de janeiro de 1945) é um ator, dramaturgo e produtor de cinema estadunidense.

## Filmografia

### Cinema
| Ano  | Título                             | Papel          |
| ---- | ---------------------------------- | -------------- |
| 1974 | The Crazy World of Julius Vrooder  | Alessini       |
| 1975 | Crime Club                         | Frank Swoboda  |
| 1975 | Knuckle                            | Curly          |
| 1976 | The Entertainer                    | Frank          |
| 1976 | The Last of Mrs. Lincoln           | Robert Lincoln |
| 1978 | An Enemy of the People             | Hovstad        |
| 1984 | The Little Drummer Girl            | Tayeh          |
| 1995 | Duro de Matar - A Vingança         | Bill Jarvis    |
| 2009 | Love and Other Impossible Pursuits | Sheldon        |
| 2014 | Emoticon ;)                        | Walter Nevins  |
| 2015 | The Adderall Diaries               | Paul Hora      |
| 2015 | Chronic                            | John           |
| 2015 | A Garota do Livro                  | Dad            |
| 2016 | Year by the Sea                    | Robin          |

### Séries de TV
| Ano           | Título                       | Papel                  |
| ------------- | ---------------------------- | ---------------------- |
| 1974–1976     | Carl Sandburg's Lincoln      | John Nicolay           |
| 1974          | The Magician                 | David Webster          |
| 1974          | Gunsmoke                     | Ben                    |
| 1975          | The Rookies                  | Charlie Phillips       |
| 1975          | Kojak                        | Michael Viggers, Jr.   |
| 1977          | The Andros Targets           | Ron Comack             |
| 2010          | Rubicon                      | Truxton Spangler       |
| 2012          | Suits                        | Paul                   |
| 2012–2013     | Smash                        | Jerry Rand             |
| 2013–2016     | Ray Donovan                  | Father Daniel O'Connor |
| 2013–2014     | American Horror Story: Coven | Harrison Renard        |
| 2014          | Elementary                   | Isaac Pyke             |
| 2015–presente | Mr. Robot                    | Phillip Price          |

### Diretor
| Ano  | Título          |
| ---- | --------------- |
| 1982 | Candida         |
| 1998 | Gia             |
| 1999 | Body Shots      |
| 2001 | Pecado Original |

Roteirista
| Ano  | Título                          |
| ---- | ------------------------------- |
| 1977 | Shadow Box                      |
| 1984 | Falling in Love                 |
| 1987 | As Bruxas de Eastwick           |
| 1997 | Breaking Up                     |
| 1990 | A Fogueira das Vaidades         |
| 2005 | Casanova                        |
| 2009 | Vida e Arte de Georgia O'Keeffe |